# Istituto Musicale Sammarinese
L'Istituto Musicale Sammarinese  è un Istituto di formazione musicale statale sammarinese, con sede in San Marino Città in via Napoleone Bonaparte.

## Storia
Inizialmente a San Marino nacquero i "Corsi di istruzione musicale" nel 1975 grazie all'aiuto di Cesare Franchini Tassini registrando l'iscrizione di 140 alunni. Nel 1977 venne fondato l'Istituto Musicale Sammarinese, nel 1979 diventò autonomo dalla Corale di San Marino e con la delibera del 13 gennaio 1981 divenne ente morale, gli alunni aumentarono fino a diventare 204 nel 1985 e 218 nel 1995. Nel 1994 con legge n° 82 del 20 settembre divenne ente pubblico con autonomia amministrativa e gestionale sotto la vigilanza della Segreteria di Stato per la Pubblica Istruzione.

## Didattica
Materie principali:
- Armonia principale
- Arpa
- Basso tuba
- Canto lirico
- Chitarra
- Clarinetto
- Contrabbasso
- Flauto
- Percussioni
- Pianoforte
- Sassofono
- Tromba
- Trombone
- Violino
- Violoncello

Materie complementari:
- Armonia complementare
- Lettura della partitura
- Pianoforte complementare
- Solfeggio e prime note
- Storia della musica